# Гари Ръвкън
Гари Брус Ръвкън (на английски: Gary Bruce Ruvkun) е американски биолог.
Роден е на 26 март 1952 година в Бъркли в еврейско семейство.
През 1973 година получава бакалавърска степен по биофизика в Калифорнийския университет – Бъркли, а през 1983 година защитава докторат в Харвардския университет, където остава да преподава и след това. Работи в областта на молекулярната биология и генетиката.
През 2024 година Гари Ръвкън получава – заедно с Виктор Амброс – Нобелова награда за физиология или медицина за откриването на микроРНК и нейната ролята в генната регулация.